# Mijaíl Mishustin
Mijaíl Vladímirovich Mishustin (en ruso: Михаи́л Влади́мирович Мишу́стин; Moscú, 3 de marzo de 1966) es un político, ingeniero y economista ruso, presidente del Gobierno de la Federación de Rusia desde 2020. En caso de muerte o renuncia del presidente Putin, será la persona que le sucederá. 
Se desempeñó como jefe del Servicio Federal de Impuestos desde 2010 hasta 2020. El 15 de enero de 2020, fue nominado para ocupar el cargo de presidente del Gobierno de Rusia por el presidente Vladímir Putin. Las audiencias sobre su nombramiento se llevaron a cabo en la Duma Estatal el 16 de enero, aprobándose de manera abrumadora su nombramiento ese día. Su nombramiento fue calificado de "selección sorpresa" por el periódico estadounidense The Washington Post.

## Primeros años y educación
Mijaíl Mishustin nació el 3 de marzo de 1966 en Moscú. En 1989, se graduó del Instituto Tecnológico Estatal de Moscú «Stankín», especializándose en ingeniería de sistemas, y luego en 1992, completó sus estudios de posgrado en el mismo Instituto.
Después de graduarse de la escuela de posgrado, comenzó a trabajar como Director de un laboratorio de pruebas, y luego dirigió la Junta del International Computer Club (ICC), una organización pública sin fines de lucro.
En 1998, se unió al servicio estatal como asistente de sistemas de información para la contabilidad y el control sobre la recepción de pagos de impuestos al jefe del servicio de impuestos estatales de la Federación de Rusia. Luego trabajó en el rango de viceministro de la Federación de Rusia (1999-2004) para impuestos y aranceles, jefe de la Agencia Federal para el Catastro de Bienes Raíces dentro del Ministerio de Desarrollo Económico de Rusia, jefe de la Agencia Federal para la Gestión de Zonas Económicas Especiales.
Considerado un defensor de las nuevas tecnologías, fue uno de los redactores de la ley sobre firmas digitales electrónicas e introdujo la tecnología para la presentación de documentos fiscales en formato digital.
En 2008, dejó el servicio civil por su cuenta y volvió a los negocios, esta vez en el campo de la inversión. En marzo de 2008 fue nombrado presidente del grupo de empresas UFG, una de las mayores compañías que operan en la antigua Unión Soviética en el campo de la gestión de activos, la inversión directa y los fondos de inversión colectiva. Ocupó el cargo durante dos años.
En febrero de 2009, se unió a la reserva de personal del presidente de Rusia.

## Jefe del Servicio de Impuestos Federales
En 2010, Mijaíl Mishustin fue nombrado jefe del Servicio Federal de Impuestos. En esta posición, declaró la guerra a los "datos sucios" y comenzó a erradicar problemas con reembolsos de IVA injustificados.
Después de su nombramiento para este puesto, los empresarios expresaron la esperanza de que Mishustin, como proveniente de ser funcionario comercial, pudiera ser más "amigable" con los empresarios rusos. Mishustin apoyó la simplificación de la interacción entre empresas y ciudadanos con las autoridades fiscales. Para la conveniencia del trabajo de las personas y la lucha contra la corrupción, Mishustin dijo que tiene la intención de desarrollar servicios electrónicos en el servicio de impuestos federales tanto como sea posible.
Además de la Informatización, el servicio de impuestos federales bajo el liderazgo de Mishustin está implementando nuevos estándares para atender a los contribuyentes. En particular, para comodidad de los ciudadanos, se han ampliado los horarios de apertura de las inspecciones. En 2015, el centro de contacto federal comenzó a funcionar.
Durante este período, el servicio de impuestos fue criticado por su enfoque demasiado estricto de los negocios, y Mishustin rechazó esta acusación, citando una reducción significativa en el número de inspecciones. Entonces, con la llegada de Mishustin en 2010, el servicio de impuestos federales cambió su enfoque para la organización de eventos de control, centrándose en el trabajo analítico. Como resultado, el número de auditorías fiscales en el sitio ha disminuido drásticamente, mientras que su eficiencia ha aumentado. Si antes se verificaba a cada décimo contribuyente, en 2018, las autoridades fiscales solo verificaron a una pequeña empresa de 4000 personas. El número de inspecciones de empresas grandes y medianas también ha disminuido significativamente.

## Primer ministro

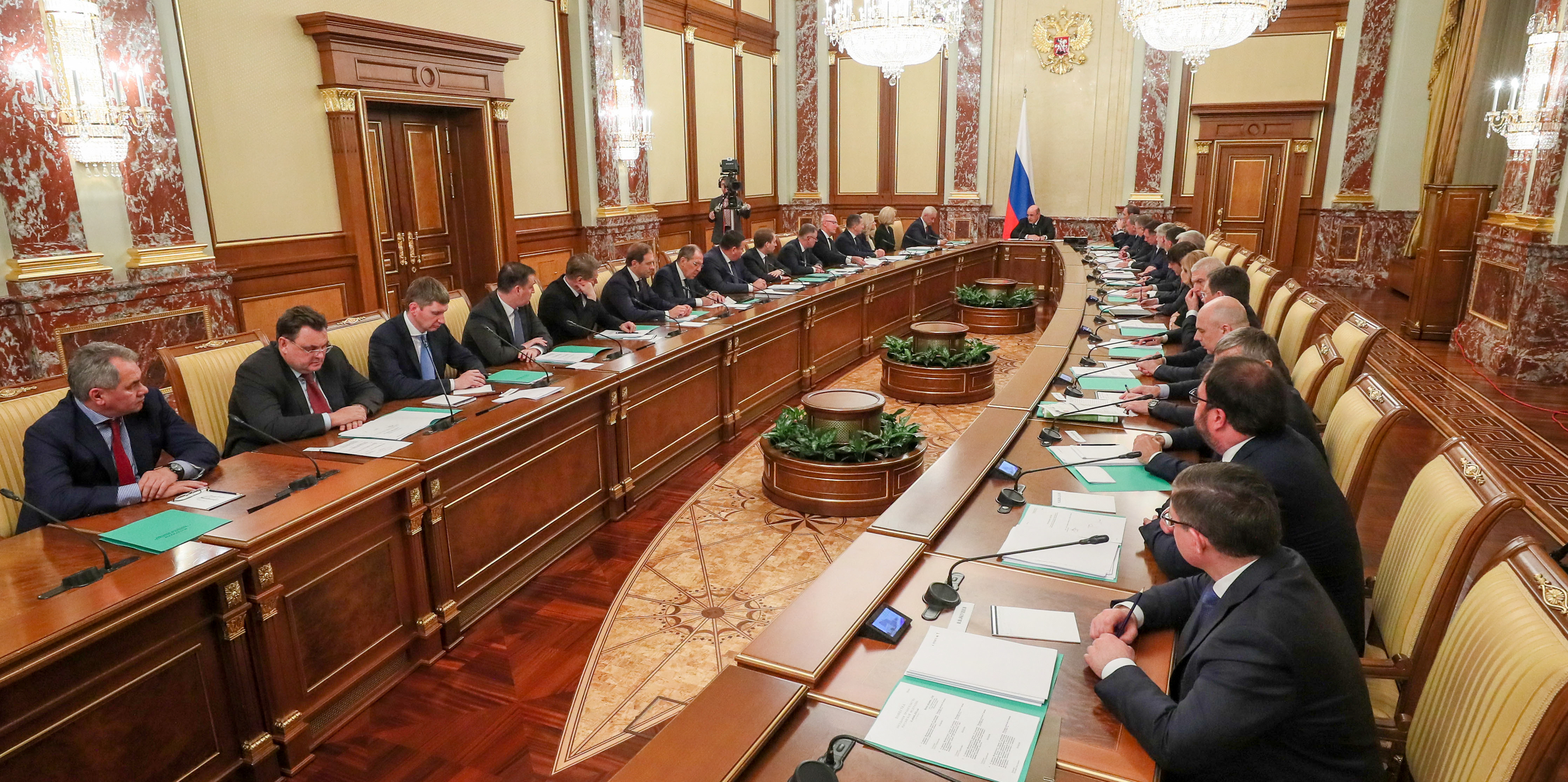
La primera reunión del gobierno de Mijaíl Mishustin, 21 de enero de 2020.

El 15 de enero de 2020, el presidente Vladímir Putin nominó a Mijaíl Mishustin para el cargo de primer ministro, tras la renuncia de Dmitri Medvédev. La Duma Estatal (la cámara baja de la Asamblea Federal de Rusia) programó una audiencia sobre su nombramiento para el 16 de enero, en la cual fue ratificado con 383 votos a favor, ninguno en contra y 41 abstenciones.  Esto permitió a Putin firmar el decreto de nombramiento oficial de Mishustin, asumiendo este el cargo.
Fue la primera vez desde 1996 en la que ningún diputado votara en contra de una candidatura a jefe de Gobierno.
Durante su discurso previo a la votación, Mishustin desglosó las prioridades de su futuro trabajo, destacando que el nuevo Gobierno deberá centrarse en la implementación cualitativa de proyectos nacionales e invertir en infraestructuras.

## Vida personal
Mishustin está casado y tiene tres hijos. Juega al hockey, y es miembro de la junta de supervisión del HC CSKA de Moscú, un equipo profesional ruso de hockey sobre hielo.